# Tekovské Lužany
Tekovské Lužany (dříve Velké-/Tekovské Šarluhy, maďarsky Nagysalló, Nagysarló) jsou obec na Slovensku v okrese Levice v Nitranském kraji. Žije v nich přibližně 2 800 obyvatel.

## Historie
Archeologické nálezy z okolí obce dokládají osídlení již v mladší době kamenné, důkazy však zanechali i lidé, žijící zde v době bronzové, halštatské, laténské i římské. Nejstarší písemně doložený záznam o existenci osady Surlej s farou pochází z roku 1156, v roce 1293 je již zdejší farnost v soupisu majetku ostřihomského arcibiskupství. V roce 1311 velkou část arcibiskupských panství vyplenil Matúš Čák Trenčanský. Počátkem 16. století byly Tekovské Lužany zeměpanským městečkem (oppidum), ale jejich rozmach zpomalily nájezdy tureckých vojsk. Městečko i s okolím bylo vypleněno v roce 1561, ale už v letech 1571 – 1573 zde bylo 196 poddanských usedlostí. V roce 1601 zde fungovala škola, jarmarky jsou doloženy od roku 1662. Charakter Lužan byl zemědělský a pro 80 poplatníků s rodinami zde již v roce 1720 fungovalo řeznictví i hospoda. O čtvrtstoletí později zde bylo 15 řemeslníků, 6 obchodníků se solí a čtyři s jiným zbožím, v roce 1839 bylo v místním cechu už 26 řemeslníků. Ve druhé polovině polovině 18. století zde bylo ročně až osm trhů, z toho až 7 bylo společných a nabízelo tak zboží i dobytek, včetně koní.
Soupis obyvatel z roku 1770 uvádí, že městečko Tekovské Lužany obývá 1017 obyvatel, v roce 1786 to bylo již 1241 obyvatel, žijících v 252 rodinách v 232 domech. Téměř přesná polovina z nich byli muži (621) a statistiky uvádějí i dva kněze, sedm šlechticů, třináct měšťanů, 147 sedláků, 120 chalupníků, či 180 dětí. Trhové právo na zemědělské plodiny získalo městečko až 10. dubna 1845 od císaře Ferdinanda I. Už o čtyři roky později, 19. dubna 1849, se v blízkosti dnešních Lužian odehrálo krvavé bojové setkání maďarských a císařských vojáků, ve kterém císařští vojáci utrpěli porážku a v němž padlo a bylo zraněno 1400 vojáků. Na oslavu vítězství a úcty k padlým byl v obci v roce 1876 postaven památník, který je dnes chráněnou kulturní památkou. Význam městečka v tomto období dokazuje fakt, že bylo mezi lety 1849 – 1884 sídlem okresu. Strategický význam měla i v roce 1887 ukončená výstavba trati z Levic do Štúrova, která napojila Lužany na celouherskou železniční síť.
Tekovské Lužany se širokým okolím se po skončení první světové války staly součástí Československé republiky, ale už v červnu 1919 sem vnikla armáda Maďarské republiky rad. V dubnu 1921, během vlny stávek zemědělských dělníků, bylo v Tekovských Lužanech 314 stávkujících, kteří napadli četnickou stanici. V roce 1929 byla realizována elektrifikace obce, která tehdy využívala ještě naftový generátor. Po připojení regionu k Horthyovskému Maďarsku v roce 1938 bylo deportováno židovské obyvatelstvo. K osvobození obce došlo 25. března 1945, v roce 1948 byl dokončen nový obecní úřad a začalo se postupné zestátňování velkostatků, včetně mlékárny a mlýna. Průběžně začalo vystěhování maďarského obyvatelstva, kdy od roku 1947 obec opustilo až 315 rodin, které nahradilo 130 rodin z Kondroše, Sarvaše, Békešské Čaby a z Čabačúdu. Dalších 141 rodin bylo vysídleno do Čech a na Moravu. V letech 1949 až 1961 byla obec součástí želiezovského okresu.
Kolektivizaci završilo založení Jednotného zemědělského družstva v roce 1949, po kterém vznikly i družstva v Hulvinkách a Tekovských Lužiankách. Zajímavostí byla existence dvou družstev v obci: JZD Pokrok sdružovalo i dvory v obci Málaš a Čaka, a JZD XII. sjezdu KSČ – Družba, pod které patřily dvory v obcích Ondrejovce, Plavé Vozokany, Tekovských Lužiankách a Hulvinkách. Na území osady Zálagoš hospodařil Státní majetek Želiezovce. Z rozvojových investic lze zmínit zavedení obecního rozhlasu v roce 1952, přeměnu církevní školy na internátní Zemědělské učiliště v roce 1958 (působilo od 1. září 1961 do konce roku 1966), asfaltování místních ulic a vybudování chodníků v letech 1958 až 1964 a rekonstrukci pošty. Následovaly meliorační práce na potoce Lužianka, na němž byla vybudována menší vodní nádrž a ve vysokém tempu probíhala výstavba rodinných domů. Dokončený byl kulturní dům, základní a mateřská škola, jesle, zdravotní středisko, pekárna, koupaliště se saunou, benzinové čerpadlo, sportovní stadion, dům smutku a zrekonstruované bylo místní kino. Mezi posledními významnými díly byla dokončena plynofikace a obecní vodovod.

### Tekovské Lužianky
Místní část Tekovské Lužianky (původně Malé Šarluhy) jsou písemně doloženy v roce 1339. Jako poddanská obec byla majetkem želiezovských zemanů a v roce 1601 měly 45 domů. Během sčítání v roce 1786 zde stálo šedesát domů, které obývalo 306 obyvatel, v roce 1826 obývalo 371 lidí 56 domů. Populační maximum Lužianky dosáhly kolem roku 1890, kdy zde žilo 705 obyvatel, od té doby jejich počet postupně klesal až na 513 osob v roce 1961. Obec patřila pod notářský úřad v Tekovských Lužanech, kde byla i příslušná základní škola. Nacházela se zde synagoga pro okolní židovské obce a v meziválečném období zde byly 4 obchody se smíšeným zbožím, 2 hospody, holič a také mlýn. Od roku 1965 jsou Tekovské Lužianky administrativní součástí obce Tekovské Lužany.

### Hulvinky
Místní část Hulvinky jsou jako osada Heulen poprvé písemně doloženy v roce 1354. Patřily Arcidiecézi ostřihomské a podle evidence měly v roce 1601 36 domů, v roce 1786 31 domů a 181 obyvatel, ale v roce 1961 již 411 obyvatel. V 18. století (zmínka z roku 1715) zde fungoval vodní mlýn, který však často trpěl nedostatkem vody. Nacházela se zde reformovaná základní škola s učitelským bytem, v roce 1920 byl založen Hulvinský reformovaný spevokol a v roce 1930 přibyla zvonice. V minulosti zde byla silná tradice pěstování vinné révy, která je doložena již v roce 1600. K Lužanům byla obec přičleněna v roce 1965.

## Přírodní poměry
Obec se nachází ve východní části Podunajské nížiny, v široké údolí dolního Hronu. Ze severu na jih protéká potok Lužianky a asi jeden kilometr východně vede železniční trať Štúrovo–Levice. Jižní částí obce prochází silnice I/75 z Nových Zámků na Šarovce, kterou v obci křižuje silnice III. třídy z Kalné nad Hronom. Vzdušnou čarou je vzdálena dvanáct kilometrů jihozápadně od Levic, čtyřicet kilometrů jihovýchodně od Nitry, třicet kilometrů východně od Nových Zámků a 35 kilometrů severně od Štúrova.
Území obce tvoří tři katastry: Tekovské Lužany (3216 ha), Tekovské Lužianky (394 ha), Hulvinky (786 ha). Území obce sousedí s katastry obcí Farná, Jur nad Hronom, Málaš, Ondrejovce, Plavé Vozokany, Šarovce, Turá a Želiezovce. Průměrná nadmořská výška území obce je 155 metrů, přičemž kolísá od 145 do 162 metrů.

## Obyvatelstvo
Národnostní složení (2011) 66% Slováci, 29% Maďaři a 3% Romové. Nábožensky jsou tu zastoupeni katolíci (nejpočetnější), evangelíci, reformovaní, baptisté, jehovisté a zastoupení jsou ateisté.

## Kultura a zajímavosti

### Památky
- Římskokatolický kostel svatého Štěpána, jednolodní barokní stavba se segmentově ukončeným presbytériom a představěnou věží z roku 1740. Zařízení kostela pochází z doby jeho vzniku. Fasáda kostola je členěná pilastry a kordónovými římsami. Věž je ukončena zvonovitou helmicí s lucernou.

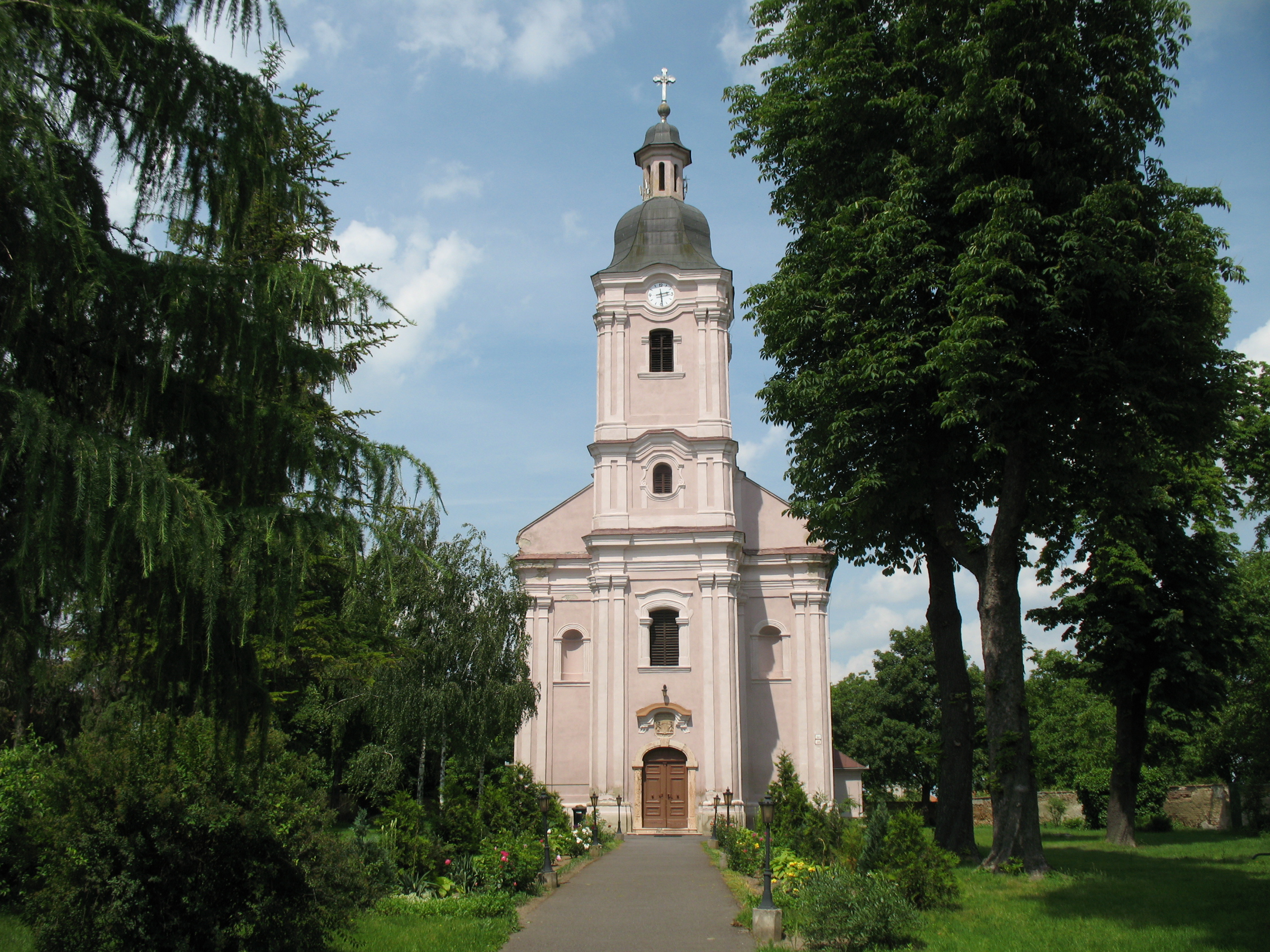
Kostel sv. Štefana
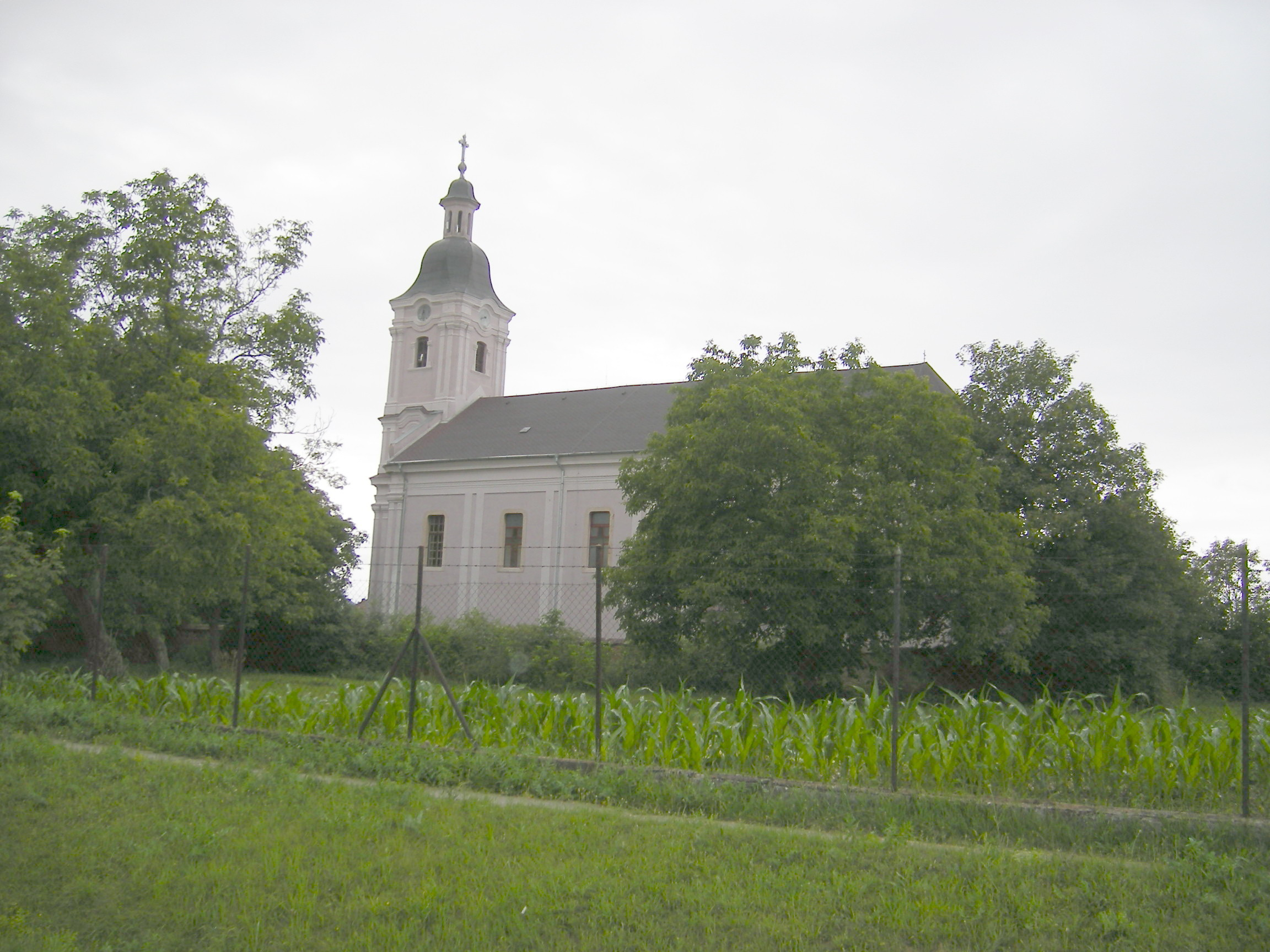
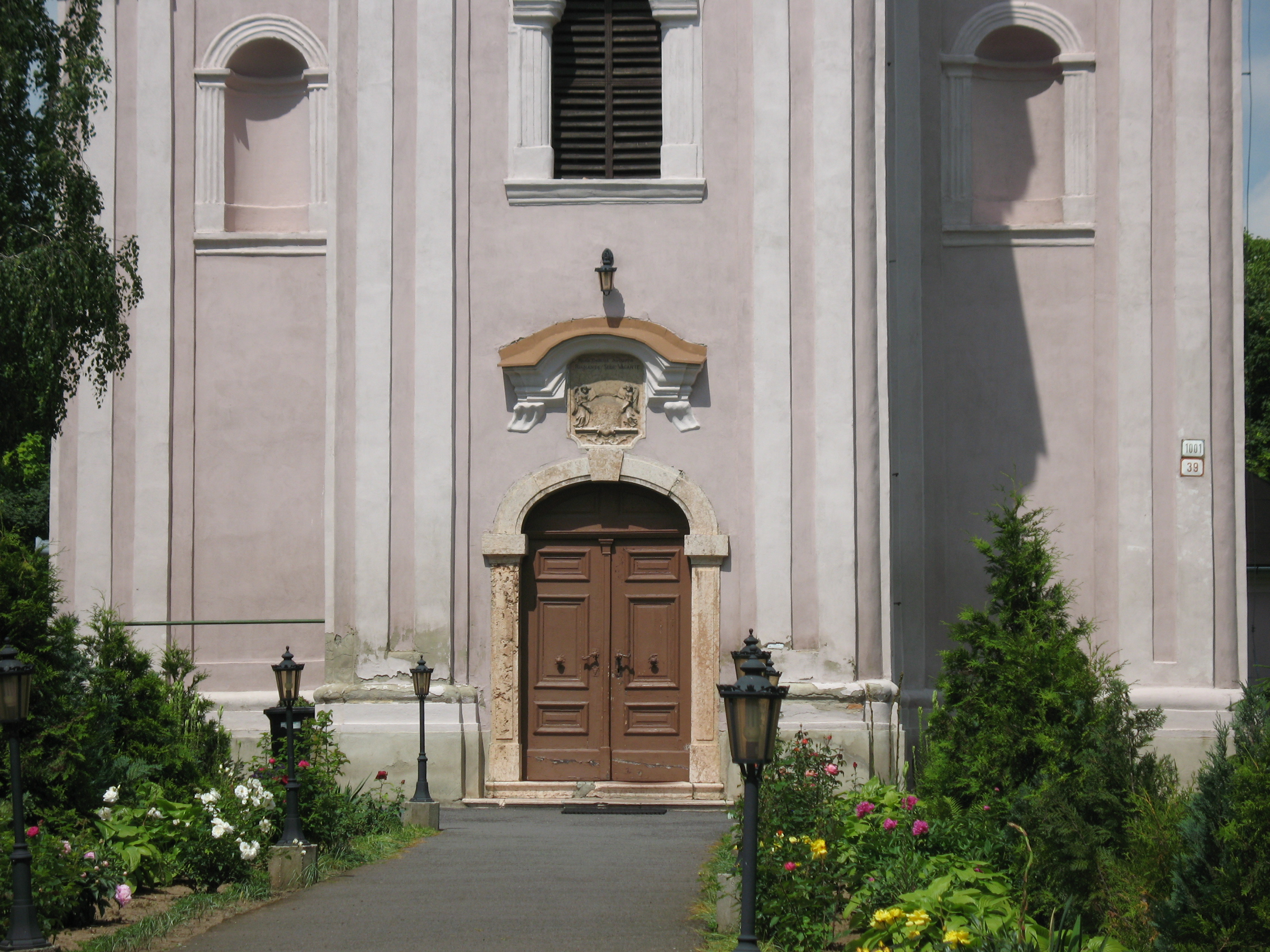
Detail hlavní fasády

- Reformovaný kostel, jednolodní barokně- klasicistní stavba s polygonálním ukončením presbytáře a představěnou věží z roku 1784. Stavebně byl upraven v roce 1857 a 1886, kdy přistavěli věž. Interiér má dřevěný strop ve tvaru půlvalce. Zařízení kostela pochází z 19. století. Věž členěna pilastry je zakončena barokní helmicí. [3]
- Trojičný sloup, barokní sousoší z roku 1756. Nachází se v areálu katolické fary. [4]
- Památník bitvy u Tekovských Lužan, kamenný neoklasicistní obelisk z roku 1876. [5] Bitva u Tekovských Lužanech z roku 1849 byla vítěznou bitvou maďarské revoluční armády, kdy porazili císařskou armádu.

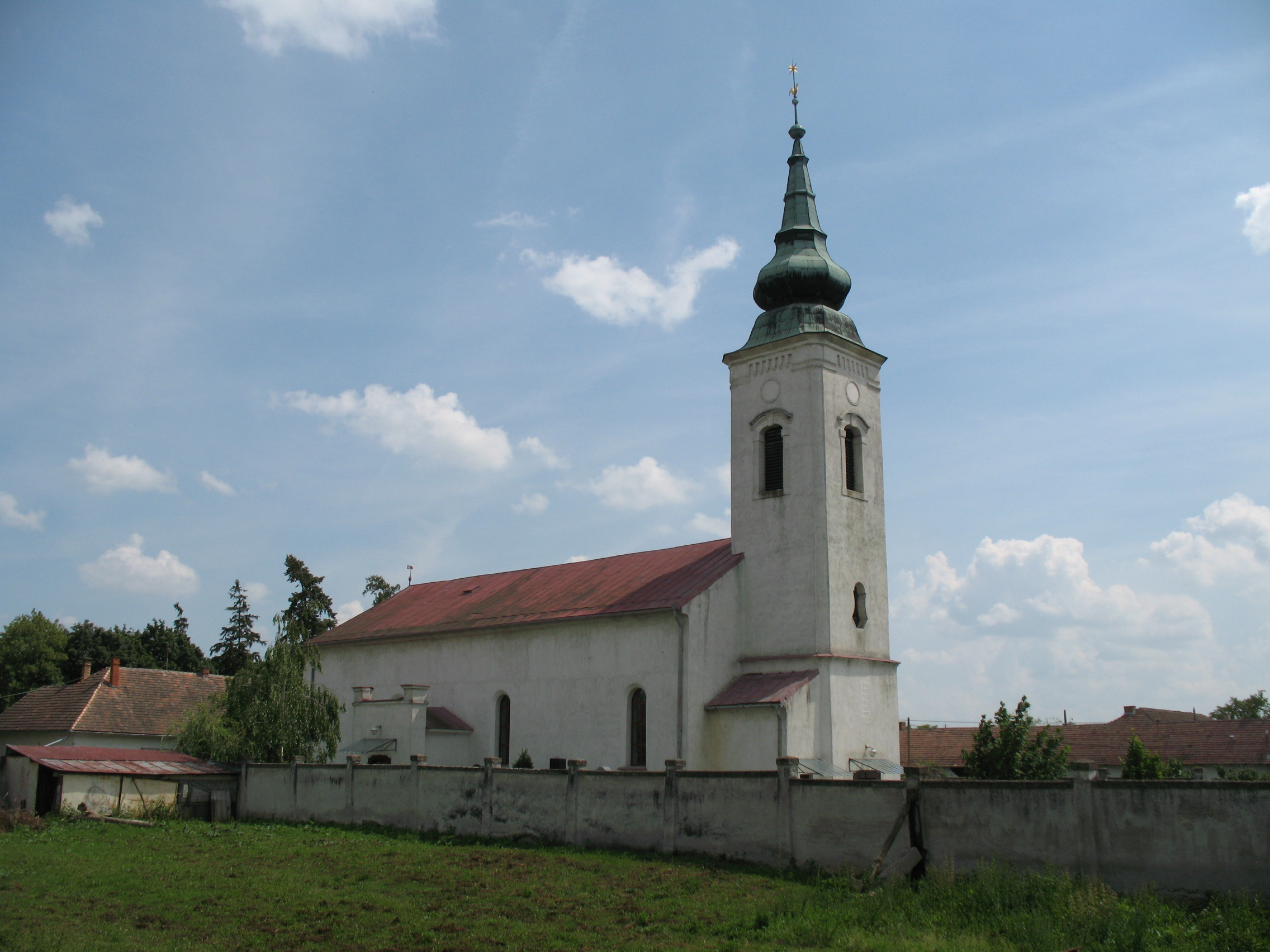
Reformovaný kostel
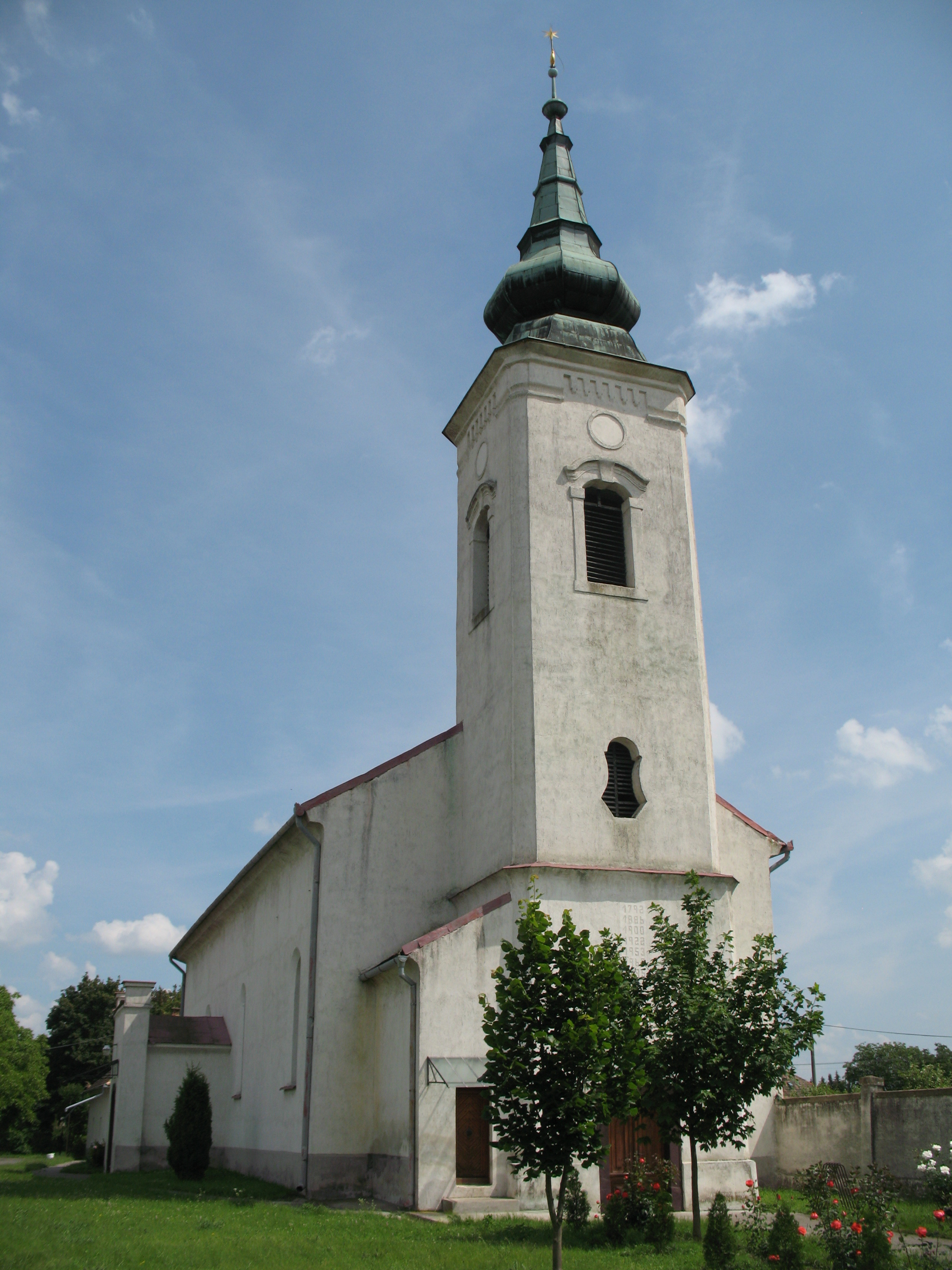
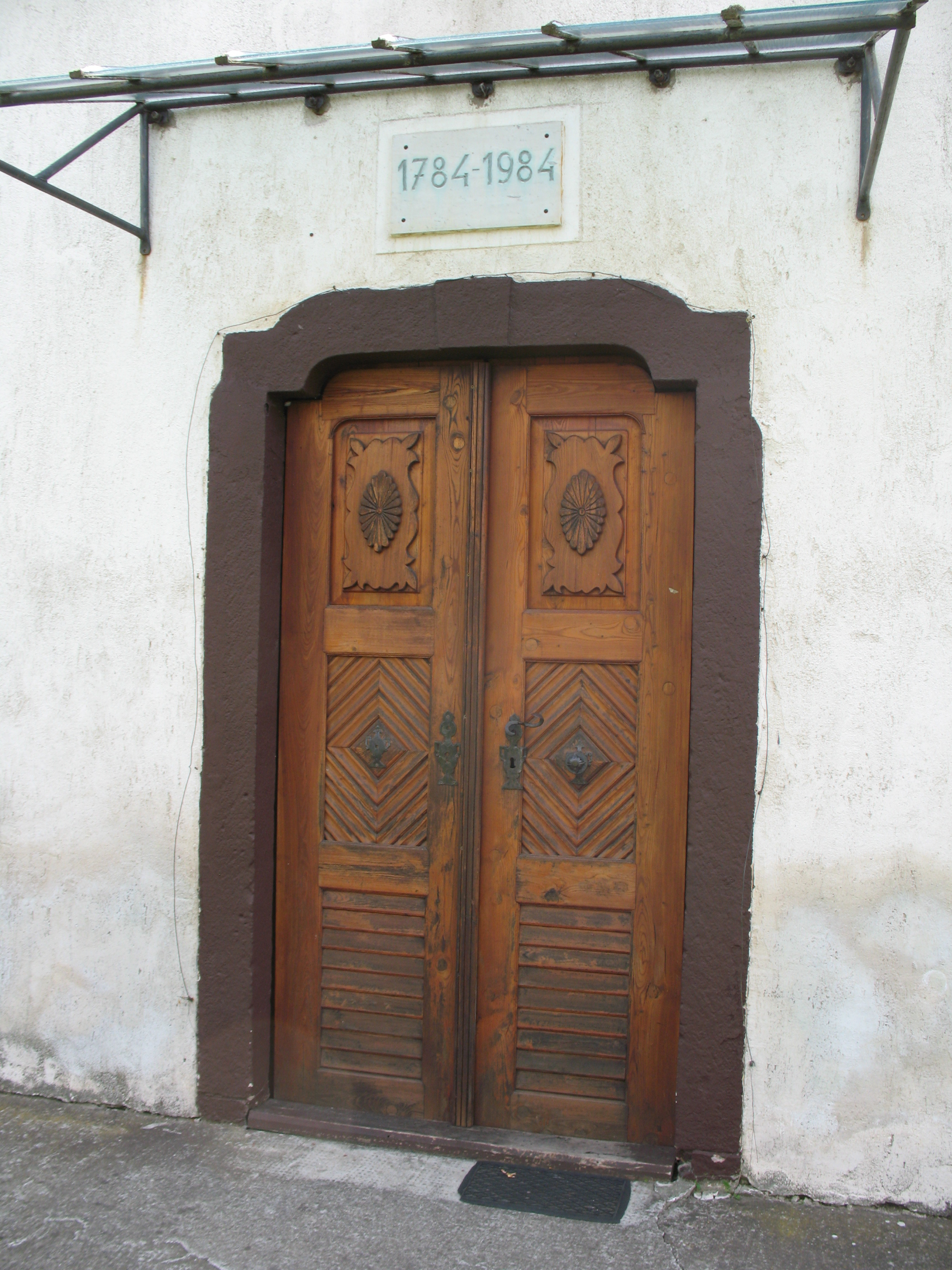
Detail portálu
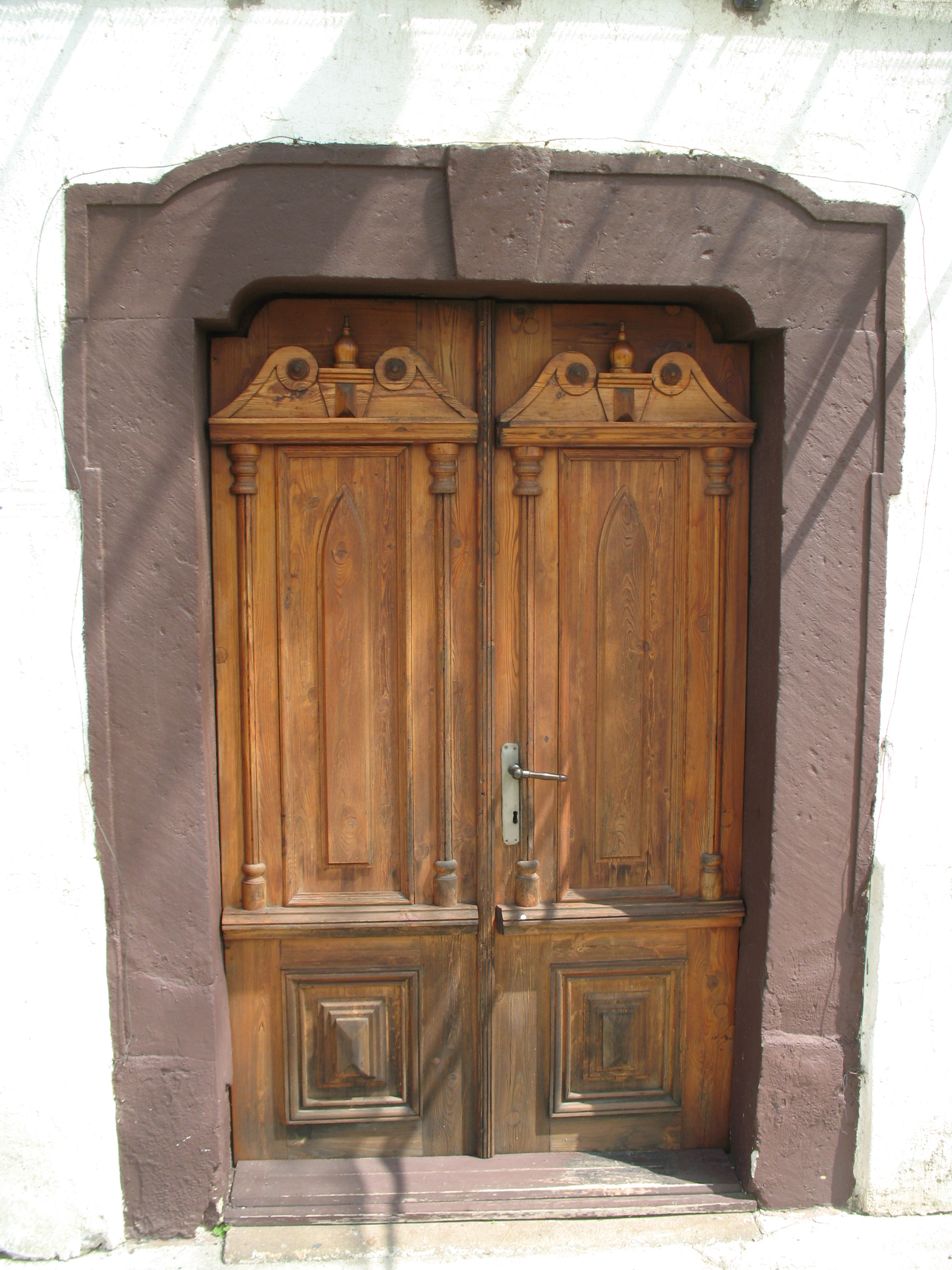

## Osobnosti obce

### Rodáci
- Andrej Dudich (Endre Dudich) (1895–1971), zoolog, speleolog, pedagog, akademik Maďarské akademie věd a entomolog .
- Milan Laluha (1930–2013), významný slovenský malíř a grafik

## Partnerské obce
- Bátaszék, Maďarsko[6]
- Kondoros, Maďarsko[6]
- Besigheim, Německo[7]
- Ditrău, Rumunsko[7]